# Victor Ségoffin

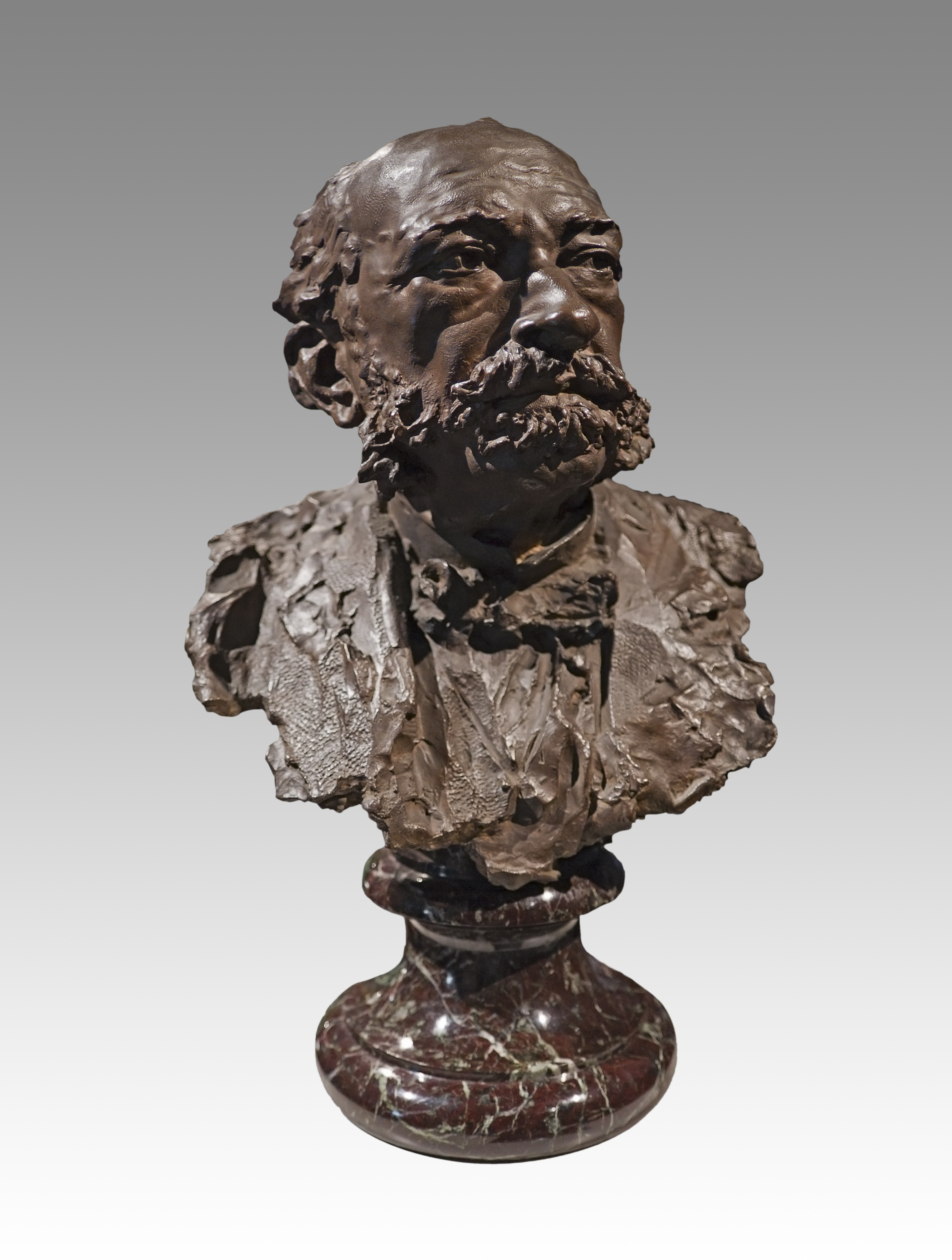
Émile Cartailhac, byst av Ségoffin.

Victor Joseph Jean Ambroise Ségoffin, född den 5 mars 1867 i Toulouse, död där den 17 oktober 1925, var en fransk skulptör.
Ségoffin studerade vid École des beaux-arts i Paris och därefter, efter att ha vunnit Rompriset 1897, i Rom och var påverkad av italiensk renässansskulptur (främst av Michelangelo). Han utförde kraftigt hållna porträttbyster samt statyer (Judit, Världsskaparen – "Semeur de mondes" – Genius, som triumferar över tiden, Louvren), Voltaires monument för Panthéon (1910) med mera.